# Canoagem nos Jogos Olímpicos de Verão de 2020 - C-1 1000 m masculino
A competição do C-1 1000 metros masculino da canoagem nos Jogos Olímpicos de Verão de 2020 ocorreu nos dias 6 e 7 de agosto de 2021, no Sea Forest Waterway, em Tóquio. Um total de 32 canoístas de 19 Comitês Olímpicos Nacionais (CON) participaram do evento.
O brasileiro Isaquias Queiroz consagrou-se campeão ao estabelecer o tempo de 4:04.408 na final e foi condecorado com a medalha de ouro. Em sequência, o chinês Liu Hao e o moldávio Serghei Tarnovschi ficaram com as medalhas de prata e bronze, respectivamente.

## Qualificação
Cada CON poderia qualificar apenas um barco (e, portanto, conseguir uma vaga na canoa masculina) no evento; todavia, CONs poderiam inscrever até dois barcos no evento se tivessem vagas suficientes na canoa de outros eventos (o C-2). Um total de 12 vagas de qualificação estavam disponíveis, inicialmente alocadas conforme o seguinte:
- 1 vaga para o país-sede Japão, se não tivesse conseguido nenhuma vaga para a canoa masculina;
- 5 vagas concedidas através do Campeonato Mundial de Canoagem de Velocidade de 2019;
- 5 vagas concedidas através de torneios continentais, sendo 1 por continente;
- 1 vaga concedida através da segunda etapa da Copa do Mundo de Canoagem de Velocidade de 2021.

As vagas de qualificação foram concedidas ao CON, não a canoísta que conquistou a vaga.
Como o torneio continental das Américas foi cancelado, a vaga foi alocada pelo Campeonato Mundial, sendo distribuída para Cuba. Uma das duas vagas de convite tripartite da canoagem foi concedida a Joaquim Lobo, de Moçambique. A vaga continental da Ásia foi recebida pela China, a da Europa foi entregue à Ucrânia, enquanto a Tunísia recebeu a vaga africana e Samoa ficou com a vaga da Oceania (após a Austrália recusar). A Moldávia ganhou a vaga final na Copa do Mundo.
Isaquias Queiroz, do Brasil, se qualificou para o C-2 e para o C-1, resultando em uma vaga adicional para o C-2 (sem vagas adicionais para o C-1).

## Formato
A canoagem de velocidade utiliza um formato de quatro fases para eventos com pelo menos 11 barcos, com eliminatórias, quartas de final, semifinais e finais. Os detalhes para cada fase dependem de quantos barcos estejam inscritos para a competição.
O percurso é um trajeto de águas planas com 9 metros de largura. O nome do evento descreve o formato particular da canoagem de velocidade. O formato "C" significa uma canoa, na qual o canoísta fica ajoelhado e utiliza um único remo para remar e dirigir (em oposição ao caiaque, em que o canoísta fica sentado, utiliza dois remos e tem um leme operado pelo pé). O "1" é o número de canoístas em cada barco. Os "1000 metros" são a distância da prova.

## Calendário
Horário local (UTC+9)
| Dia         | Horário | Fase             |
| ----------- | ------- | ---------------- |
| 6 de agosto | 9:45    | Eliminatórias    |
| 6 de agosto | 11:35   | Quartas de final |
| 7 de agosto | 9:45    | Semifinal        |
| 7 de agosto | 11:45   | Final            |

## Medalhistas
| Ouro   | BRA Isaquias Queiroz   |
| Prata  | CHN Liu Hao            |
| Bronze | MDA Serghei Tarnovschi |

## Resultados

### Eliminatórias
O evento começou com as eliminatórias em 6 de agosto de 2021. Os dois primeiros barcos em cada bateria avançam diretamente para as semifinais e os restantes para as quartas de final.

#### Eliminatória 1
| Pos. | Raia | Canoísta          | CON         | Tempo    | Notas |
| ---- | ---- | ----------------- | ----------- | -------- | ----- |
| 1    | 6    | Cătălin Chirilă   | ROU Romênia | 4:05.617 | SF    |
| 2    | 5    | José Ramón Pelier | CUB Cuba    | 4:06.343 | SF    |
| 3    | 4    | Zheng Pengfei     | CHN China   | 4:10.115 | QF    |
| 4    | 3    | Mateusz Kamiński  | POL Polônia | 4:11.202 | QF    |
| 5    | 6    | Viktor Melantyev  | ROC         | 4:14.004 | QF    |
| 6    | 1    | Dániel Fejes      | HUN Hungria | 4:34.000 | QF    |
| 7    | 2    | Takanori Tōme     | JPN Japão   | 4:37.208 | QF    |

#### Eliminatória 2
| Pos. | Raia | Canoísta                 | CON                 | Tempo    | Notas |
| ---- | ---- | ------------------------ | ------------------- | -------- | ----- |
| 1    | 5    | Isaquias Queiroz         | BRA Brasil          | 3:59.894 | SF    |
| 2    | 6    | Liu Hao                  | CHN China           | 4:06.914 | SF    |
| 3    | 2    | Petr Fuksa               | CZE República Checa | 4:14.482 | QF    |
| 4    | 3    | Pavlo Altukhov           | UKR Ucrânia         | 4:15.508 | QF    |
| 5    | 1    | Sergey Yemelyanov        | KAZ Cazaquistão     | 4:16.039 | QF    |
| 6    | 4    | Wiktor Głazunow          | POL Polônia         | 4:25.996 | QF    |
| 7    | 7    | Rudolph Berking-Williams | SAM Samoa           | 5:19.538 | QF    |

#### Eliminatória 3
| Pos. | Raia | Canoísta                  | CON                     | Tempo    | Notas |
| ---- | ---- | ------------------------- | ----------------------- | -------- | ----- |
| 1    | 5    | Martin Fuksa              | CZE República Checa     | 4:01.620 | SF    |
| 2    | 2    | Balázs Adolf              | HUN Hungria             | 4:01.665 | SF    |
| 3    | 4    | Sebastian Brendel         | GER Alemanha            | 4:02.351 | QF    |
| 4    | 6    | Jacky Godmann             | BRA Brasil              | 4:24.732 | QF    |
| 5    | 6    | Roland Varga              | CAN Canadá              | 4:49.250 | QF    |
| 6    | 3    | Joaquim Lobo              | MOZ Moçambique          | 4:49.676 | QF    |
| 7    | 1    | Roque Fernandes dos Ramos | STP São Tomé e Príncipe | 5:00.977 | QF    |

#### Eliminatória 4
| Pos. | Raia | Canoísta                 | CON                     | Tempo    | Notas |
| ---- | ---- | ------------------------ | ----------------------- | -------- | ----- |
| 1    | 4    | Serghei Tarnovschi       | MDA Moldávia            | 4:02.794 | SF    |
| 2    | 5    | Adrien Bart              | FRA França              | 4:03.771 | SF    |
| 3    | 1    | Vladislav Chebotar       | ROC                     | 4:28.951 | QF    |
| 4    | 6    | Cayetano García          | ESP Espanha             | 4:34.418 | QF    |
| 5    | 2    | Victor Mihalachi         | ROU Romênia             | 4:39.865 | QF    |
| 6    | 3    | Buly da Conceição Triste | STP São Tomé e Príncipe | 4:57.659 | QF    |

#### Eliminatória 5
| Pos. | Raia | Canoísta               | CON          | Tempo    | Notas |
| ---- | ---- | ---------------------- | ------------ | -------- | ----- |
| 1    | 4    | Fernando Jorge         | CUB Cuba     | 4:04.378 | SF    |
| 2    | 5    | Conrad-Robin Scheibner | GER Alemanha | 4:04.920 | SF    |
| 3    | 2    | Connor Fitzpatrick     | CAN Canadá   | 4:05.577 | QF    |
| 4    | 1    | Yurii Vandiuk          | UKR Ucrânia  | 4:11.346 | QF    |
| 5    | 6    | Pablo Martínez         | ESP Espanha  | 4:21.729 | QF    |
| 6    | 3    | Ghailene Khattali      | TUN Tunísia  | 4:39.791 | QF    |

### Quartas de final
Nas quartas de final, realizadas em 6 de agosto de 2021, os dois primeiros barcos em cada bateria avançam para as semifinais e os restantes foram eliminados.

#### Quartas de final 1
| Pos. | Raia | Canoísta                 | CON                     | Tempo    | Notas |
| ---- | ---- | ------------------------ | ----------------------- | -------- | ----- |
| 1    | 5    | Zheng Pengfei            | CHN China               | 4:05.502 | SF    |
| 2    | 4    | Pavlo Altukhov           | UKR Ucrânia             | 4:06.018 | SF    |
| 3    | 3    | Mateusz Kamiński         | POL Polônia             | 4:08.172 |       |
| 4    | 6    | Sergey Yemelyanov        | KAZ Cazaquistão         | 4:21.734 |       |
| 5    | 7    | Dániel Fejes             | HUN Hungria             | 4:21.847 |       |
| 6    | 2    | Roland Varga             | CAN Canadá              | 4:28.174 |       |
| 7    | 1    | Buly da Conceição Triste | STP São Tomé e Príncipe | 4:55.527 |       |
| 8    | 8    | Rudolph Berking-Williams | SAM Samoa               | DNS      | DNS   |

#### Quartas de final 2
| Pos. | Raia | Canoísta                  | CON                     | Tempo    | Notas |
| ---- | ---- | ------------------------- | ----------------------- | -------- | ----- |
| 1    | 7    | Wiktor Głazunow           | POL Polônia             | 4:07.632 | SF    |
| 2    | 4    | Connor Fitzpatrick        | CAN Canadá              | 4:09.622 | SF    |
| 3    | 6    | Viktor Melantyev          | ROC                     | 4:11.095 |       |
| 4    | 5    | Petr Fuksa                | CZE República Checa     | 4:14.476 |       |
| 5    | 2    | Victor Mihalachi          | ROU Romênia             | 4:15.007 |       |
| 6    | 3    | Jacky Godmann             | BRA Brasil              | 4:18.208 |       |
| 7    | 1    | Ghailene Khattali         | TUN Tunísia             | 4:35.417 |       |
| 8    | 8    | Roque Fernandes dos Ramos | STP São Tomé e Príncipe | 5:10.506 |       |

#### Quartas de final 3
| Pos. | Raia | Canoísta           | CON            | Tempo    | Notas |
| ---- | ---- | ------------------ | -------------- | -------- | ----- |
| 1    | 5    | Sebastian Brendel  | GER Alemanha   | 4:07.036 | SF    |
| 2    | 3    | Yurii Vandiuk      | UKR Ucrânia    | 4:08.719 | SF    |
| 3    | 2    | Pablo Martínez     | ESP Espanha    | 4:09.102 |       |
| 4    | 4    | Vladislav Chebotar | ROC            | 4:18.517 |       |
| 5    | 6    | Cayetano García    | ESP Espanha    | 4:31.929 |       |
| 6    | 1    | Takanori Tōme      | JPN Japão      | 4:38.546 |       |
| 7    | 7    | Joaquim Lobo       | MOZ Moçambique | 5:04.687 |       |

### Semifinais
Nas semifinais, realizadas em 7 de agosto de 2021, os quatro primeiros barcos em cada bateria avançam para a final A e os restantes para a final B.

#### Semifinal 1
| Pos. | Raia | Canoísta        | CON                 | Tempo    | Notas |
| ---- | ---- | --------------- | ------------------- | -------- | ----- |
| 1    | 2    | Adrien Bart     | FRA França          | 4:04.026 | FA    |
| 2    | 6    | Liu Hao         | CHN China           | 4:04.196 | FA    |
| 3    | 4    | Martin Fuksa    | CZE República Checa | 4:04.220 | FA    |
| 4    | 3    | Fernando Jorge  | CUB Cuba            | 4:04.725 | FA    |
| 5    | 1    | Pavlo Altukhov  | UKR Ucrânia         | 4:05.857 | FB    |
| 6    | 5    | Cătălin Chirilă | ROU Romênia         | 4:09.397 | FB    |
| 7    | 7    | Wiktor Głazunow | POL Polônia         | 4:09.876 | FB    |
| 8    | 8    | Yurii Vandiuk   | UKR Ucrânia         | 4:20.098 | FB    |

#### Semifinal 2
| Pos. | Raia | Canoísta               | CON          | Tempo    | Notas |
| ---- | ---- | ---------------------- | ------------ | -------- | ----- |
| 1    | 4    | Isaquias Queiroz       | BRA Brasil   | 4:05.579 | FA    |
| 2    | 5    | Serghei Tarnovschi     | MDA Moldávia | 4:06.635 | FA    |
| 3    | 2    | Conrad-Robin Scheibner | GER Alemanha | 4:08.503 | FA    |
| 4    | 7    | Zheng Pengfei          | CHN China    | 4:09.139 | FA    |
| 5    | 6    | Balázs Adolf           | HUN Hungria  | 4:09.177 | FB    |
| 6    | 3    | José Ramón Pelier      | CUB Cuba     | 4:09.696 | FB    |
| 7    | 1    | Sebastian Brendel      | GER Alemanha | 4:11.413 | FB    |
| 8    | 8    | Connor Fitzpatrick     | CAN Canadá   | 4:12.609 | FB    |

### Finais
Nas finais, realizadas em 7 de agosto de 2021, os barcos participantes da final A disputaram as medalhas e os da final B para ficar entre a 9ª e a 16ª colocação.

#### Final A
| Pos.              | Raia | Canoísta               | CON                 | Tempo    | Notas |
| ----------------- | ---- | ---------------------- | ------------------- | -------- | ----- |
| Medalha de ouro   | 4    | Isaquias Queiroz       | BRA Brasil          | 4:04.408 |       |
| Medalha de prata  | 3    | Liu Hao                | CHN China           | 4:05.724 |       |
| Medalha de bronze | 6    | Serghei Tarnovschi     | MDA Moldávia        | 4:06.069 |       |
| 4                 | 5    | Adrien Bart            | FRA França          | 4:06.171 |       |
| 5                 | 7    | Martin Fuksa           | CZE República Checa | 4:08.755 |       |
| 6                 | 2    | Conrad-Robin Scheibner | GER Alemanha        | 4:13.725 |       |
| 7                 | 1    | Fernando Jorge         | CUB Cuba            | 4:13.918 |       |
| 8                 | 8    | Zheng Pengfei          | CHN China           | 4:14.048 |       |

#### Final B
| Pos. | Raia | Canoísta           | CON          | Tempo    | Notas |
| ---- | ---- | ------------------ | ------------ | -------- | ----- |
| 9    | 6    | José Ramón Pelier  | CUB Cuba     | 4:02.915 |       |
| 10   | 2    | Sebastian Brendel  | GER Alemanha | 4:03.723 |       |
| 11   | 3    | Cătălin Chirilă    | ROU Romênia  | 4:03.973 |       |
| 12   | 5    | Pavlo Altukhov     | UKR Ucrânia  | 4:04.098 |       |
| 13   | 7    | Wiktor Głazunow    | POL Polônia  | 4:04.463 |       |
| 14   | 8    | Connor Fitzpatrick | CAN Canadá   | 4:06.043 |       |
| 15   | 4    | Balázs Adolf       | HUN Hungria  | 4:07.613 |       |
| 16   | 1    | Yurii Vandiuk      | UKR Ucrânia  | 4:10.910 |       |

Legenda
| Recorde mundial      | Recorde mundial (World record)               |                       | Recorde africano                      | Recorde africano (African) |                                           | Q | Classificado por posição (Qualified) |
| Recorde olímpico     | Recorde olímpico (Olympic record)            | Recorde da América    | Recorde da América (Americas)         | q                          | Classificado por melhor tempo (Qualified) |   |                                      |
| Melhor marca do ano  | Melhor marca do ano (World leading)          | Recorde asiático      | Recorde asiático (Asian)              | DNS                        | Não largou (Did not start)                |   |                                      |
| Recorde nacional     | Recorde nacional (National record)           | Recorde europeu       | Recorde europeu (European)            | DNF                        | Não terminou (Did not finish)             |   |                                      |
| Recorde pessoal      | Recorde pessoal do atleta (Personal best)    | Recorde da Oceania    | Recorde da Oceania (Oceania)          | DSQ / DQ                   | Desclassificado (Disqualified)            |   |                                      |
| Recorde da temporada | Recorde da temporada do atleta (Season best) | Recorde sul-americano | Recorde sul-americano (South America) | NM                         | Sem marca (No mark)                       |   |                                      |